# Edgar Mitchell
Edgar Dean Mitchell (Hereford, Texas, Estats Units, 17 de setembre de 1930-West Palm Beach, Florida, 4 de febrer de 2016) va ser un astronauta nord-americà de la NASA que va formar part del projecte Apollo. Pilot del mòdul lunar en la missió Apollo 14, va ser el sisè home a trepitjar la Lluna.

## Estudis
Llicenciat en ciències per la Universitat Carnegie Mellon el 1952, més tard aconsegueix el grau en aeronàutica a l'Escola Naval de Postgraduats (1961). Doctorat en Ciències d'Aeronàutica i Astronàutica de l'Institut de Tecnologia de Massachusetts l'any 1964. Doctorat Honorari per la Universitat Estatal de Nou Mèxic (1971), per la Carnegie-Mellon University (1971), per la Universitat d'Akron (1979) i per la Universitat Embry-Riddle (1996).

### En l'exèrcit (Marina)
Va completar el seu ensinistrament militar bàsic al comtat de San Diego, va acabar el seu entrenament de vol al juliol de 1954 a Hutchinson, Kansas, i posteriorment va ser destinat a l'Esquadró de Patrulla 29, desplegat en Okinawa. De 1957 a 1958, va ser assignat a l'esquadró d'atac Heavy Dos, desplegat a bord del USS Bon Homme Richard i del USS Ticongeroga, que era un projecte d'investigació experimental.

## Al Programa Apollo

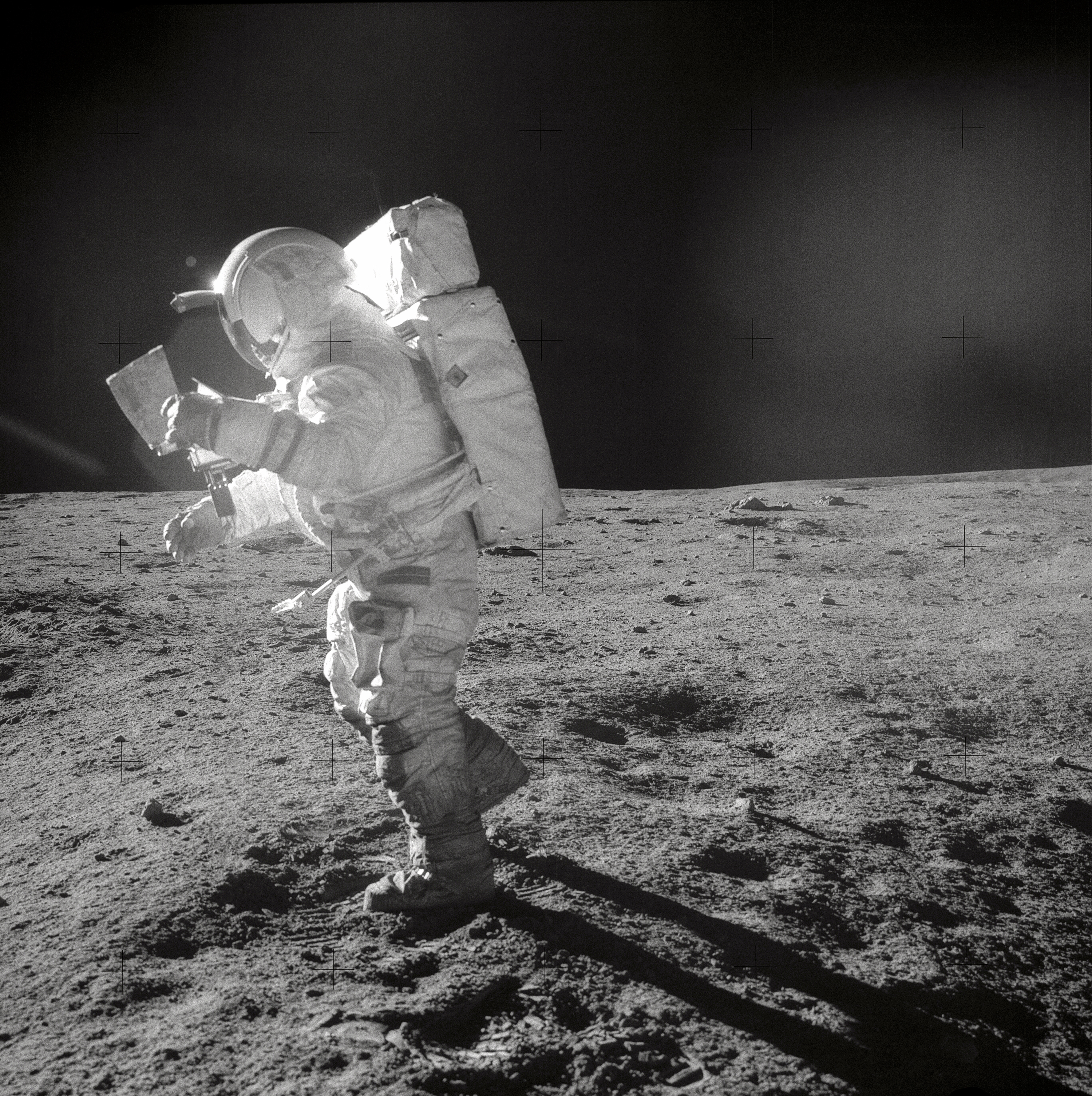
Mitchell durant un dels passejos lunars de l'Apollo 14, el 6 de febrer de 1971.

Mitchell va ser triat per formar part dels astronautes del programa Apollo a l'abril de 1966, sent-li assignat el Grup 5. Va servir com a astronauta de suport en la missió Apollo 9 i com a substitut del pilot del mòdul lunar de la missió Apollo 10.
El 1971, és triat per a la missió Apollo 14 com a pilot del mòdul lunar. El van acompanyar com a comandant de la missió l'astronauta Alan Shepard i com a pilot del mòdul de comandament Stuart Roosa. Durant la missió van recollir 100 kg de roques, marcant rècords com el de l'estada més llarga en la superfície lunar (33 hores); i l'EVA (passeig lunar) de major durada (9 hores i 17 minuts).
Va ser triat també com a substitut del pilot del mòdul lunar de la missió Apollo 16.

## Després del seu retir de la NASA
El 1972, Mitchell es va retirar de la NASA i de la Marina dels Estats Units. Després d'això, Mitchell va aconseguir certa notorietat per la seva defensa d'algunes idees que molts dels seus propis col·legues consideraven extravagants i pseudocientífiques, però que ell sempre va defensar públicament. Ferm creient en els fenòmens paranormals i en els ovnis, és autor dels llibres Psychic Exploration: un repte per a la Ciència, de The Way of the Explorer: An Apollo Astronaut's Journey Through the Material and Mystical Worlds, 1996, i de El Camí de l'Explorador. També va donar conferències en diferents universitats del món.
Mitchell va afirmar que un jove remeier a distància, que viu a Vancouver i usa el pseudònim Adam Dreamhealer, el va ajudar a guarir-se un càncer de ronyó a distància. Mitchell va dir que encara que mai es va fer una biòpsia (la prova definitiva per al diagnòstic d'un càncer), "va realitzar un sonograma i un MRI que van demostrar un carcinoma renal." Adam va treballar (a distància) amb Mitchell des de desembre de 2003 fins a juny de 2004, fins que la "irregularitat havia desaparegut i no ha tornat des de llavors".
En 2008 va assegurar en una entrevista (escoltar entrevista) que una font en la NASA va tenir contacte amb extraterrestres reals, que suposadament segueixen el patró arquetípic de ser "petits i amb ulls i cap grans". També va afirmar que la nostra tecnologia ni tan sols s'apropa a la seva, i que d'haver estat hostils, ja hauríem desaparegut. "Els fets han estat ocultats pels nostres governs durant 60 anys, però a poc a poc es van filtrant."
Mitchell va morir el 4 de febrer de 2016, un dia abans del 45è aniversari de la seva missió.

## Obres
- The Way of the Explorer: An Apollo Astronaut's Journey Through the Material and Mystical Worlds (1996), G. Putnam & Sons, hardcover, ISBN 0-399-14161-8, 2008 paperback edition: ISBN 1-56414-977-3, audio cassette edition: ISBN 1-57270-019-X (anglès)
- Psychic Exploration: A Challenge for Science (1974), G. Putnam & Sons, ISBN 0-399-11342-8 (anglès)
- Earthrise: My Adventures as an Apollo 14 Astronaut (2014), Chicago Review Press, hardcover, ISBN 1-61374-901-5 (anglès)